# Тэйлор, Найджел Пол
Найджел Пол Тэйлор (англ. Nigel Paul Taylor или англ. Nigel Taylor, 1956) — британский ботаник, куратор Королевских ботанических садов Кью и директор Ботанических садов Сингапура.

## Биография
Найджел Пол Тэйлор родился в 1956 году.
В 1977 году после обучения в Университете Рединга Тэйлор пришёл в Гербарий Королевских ботанических садов Кью как бакалавр, где он специализировался на таксономии кактусов. Он совершил многочисленные исследовательские путешествования в Южную Америку как охотник за растениями.
С 1984 по 1988 год Тэйлор был секретарём Cactus & Succulent Specialist Group Международного союза охраны природы, с 1989 по 1996 год занимал должность вице-президента, а в 1997—1998 годах — должность президента.
19 сентября 2011 года он стал директором Ботанических садов Сингапура.
Как куратор Королевских ботанических садов Кью, Найджел Пол Тэйлор в дополнение к его научной работе в настоящее время отвечает за труд более 200 сотрудников.

## Научная деятельность
Найджел Пол Тэйлор специализируется на семенных растениях.

## Избранные научные работы
- (with D. C. Zappi): An alternative view of generic delimitation and relationship in tribe Cereeae (Cactaceae) — Bradleya 7: 13—40, 1989.
- (with U. Eggli):IOS Index of names of Cactaceae published 1950—1990. Kew: Royal Botanic Gardens, Kew. 222 pp. 1991.
- The Genus Melocactus in Central and South America. British Cactus & Succulent Society & Royal Botanic Gardens, Kew. [Reprinted from Bradleya 9: 1-80 (1991)]. 80 pp. 1991.
- (with E. F. Anderson und S. Arias Montes): Threatened Cacti of Mexico. Kew: Royal Botanic Gardens, Kew. 136 pp. 1994.
- (with Wilhelm Barthlott): Notes towards a monograph of Rhipsalideae (Cactaceae) — Bradleya 13: 43—79, 1995.
- (with W. Stuppy und W. Barthlott: Realignment and revision of the Opuntioideae of Eastern Brazil — Succulent Plant Research 6: 99—132, 2002.
- Iconotypes and cacti in Curtis’s Botanical Magazine — Curtis’s Botanical Magazine 20: 177—185. 2003.
- (with D. C. Zappi): Cacti of Eastern Brazil. Royal Botanic Gardens, Kew. 499 pp. 2004.
- (with M. C. Machado, D. C. Zappi und E. L. Borba): Taxonomy and conservation of the Discocactus Pfeiff. (Cactaceae) species occurring in the state of Bahia, Brazil — Bradleya 23: 41—56, 2005.